# 田島高校前駅

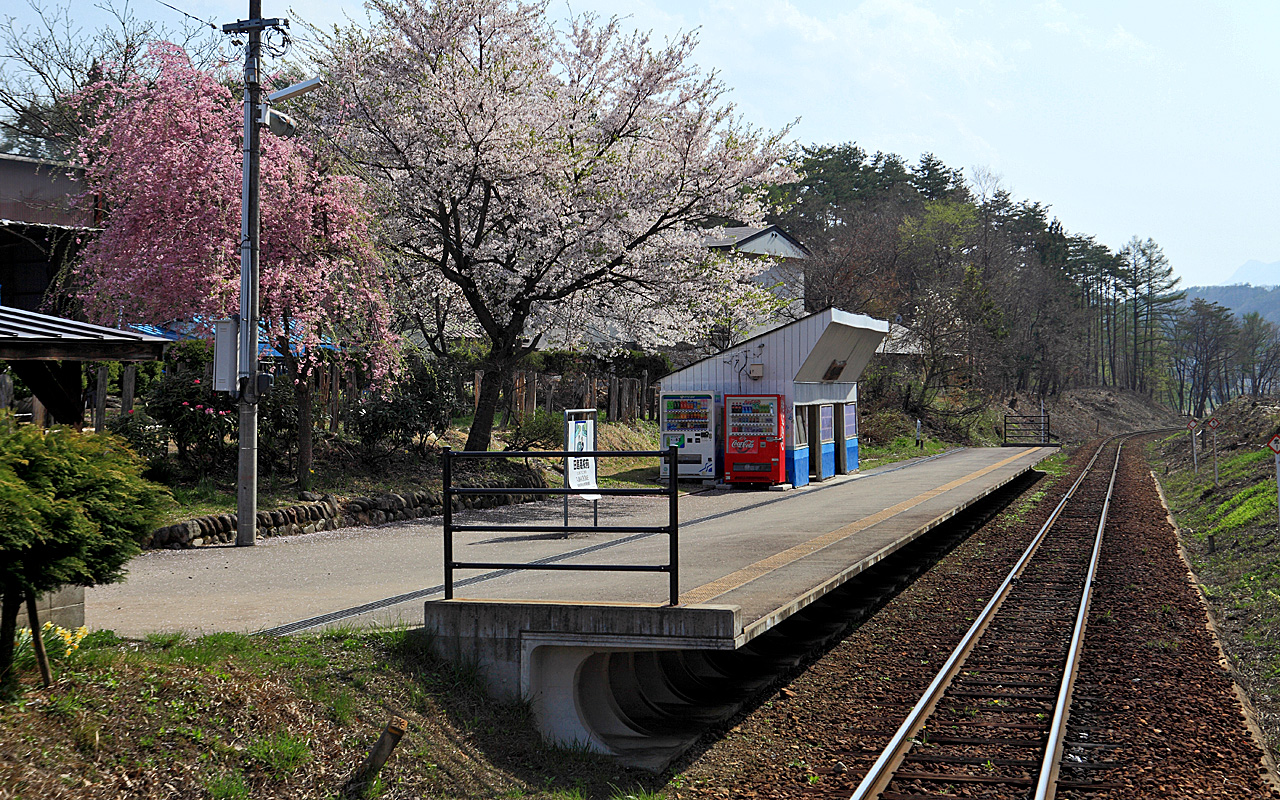
全景

田島高校前駅（たじまこうこうまええき）は、福島県南会津郡南会津町田島字田部原にある会津鉄道会津線の駅。

## 歴史
- 1951年（昭和26年）12月1日 - 日本国有鉄道会津線の田部原駅（たべはらえき）として開業[1]。
- 1987年（昭和62年）
  - 4月1日 - 国鉄分割民営化により東日本旅客鉄道（JR東日本）の駅となる[2]。
  - 7月16日 - 会津鉄道に転換[2]。同時に田島高校前駅に改称[2]。

## 駅構造
単式ホーム1面1線の地上駅。簡素な待合室のみがある無人駅である。
駅名標には「青春思い出の杜」と書かれている。

## 利用状況
- 会津鉄道 - 2015年度の1日平均乗車人員は93人であった[3]。

| 乗車人員推移 | 乗車人員推移     |
| 年度         | 一日平均乗車人員 |
| ------------ | ---------------- |
| 2000         | 255              |
| 2001         | 225              |
| 2002         | 211              |
| 2003         | 175              |
| 2004         | 148              |
| 2005         | 151              |
| 2006         | 145              |
| 2007         | 148              |
| 2008         | 140              |
| 2009         | 123              |
| 2010         | 115              |
| 2011         | 112              |
| 2012         | 112              |
| 2013         | 112              |
| 2014         | 115              |
| 2015         | 93               |

## 駅周辺
- 福島県立南会津高等学校（旧福島県立田島高等学校）
- 国道121号
- 福島県道347号高陦田島線
- 大川

## 隣の駅
会津鉄道
■会津線
□快速「リレー号」
通過
□快速「AIZUマウントエクスプレス」・□快速（無愛称の会津若松行き）・■普通（「リレー号」含む）
会津長野駅 - 田島高校前駅 - 会津田島駅